# Michèle Alliot-Marie
Michèle Jeanne Honorine Alliot-Marie, (10 de setembre de 1946, Villeneuve-le-Roi, França), és una política francesa. Va ser ministra d'Afers exteriors de França. Anteriorment havia estat ministra d'Interior per als Territoris d'Ultramar. Ella va ser la primera dona que va ostentar aquest càrrec i, igualment, va ser la primera a dirigir un partit polític majoritari a França. Va ser ministra de defensa en els gabinets de Jean-Pierre Raffarin i de Dominique de Villepin. També va ser la primera dona a assumir aquest càrrec.
La revista Forbes la va situar en el rànquing de dones més poderoses del planeta, el 2006, en el número 57, en el número onze el 2007.
El 27 de febrer de 2011 va renunciar al càrrec de Ministra d'Afers Exteriors davant l'escàndol públic provocat per haver acceptat unes vacances regalades per un empresari tunisià proper al llavors president Zine El Abidine Ben Ali així com les crítiques per la seva incorrecta gestió de l'affaire Cassez, que va portar França a una crisi diplomàtica amb Mèxic.
Ha estat europarlamentària de la Tercera legislatura (1989 - 1993) i la Vuitena legislatura (2014 - 2019).